# Mai più (Rkomi)
Mai più è il terzo estratto dell'album Io in terra del rapper italiano Rkomi, pubblicato il 25 agosto 2017 dall'etichetta discografica Universal Music Italia.
La canzone è stata scritta dallo stesso Rkomi e prodotta da Parix e Shablo.

## Tracce
1. Mai più – 3:43

## Classifiche
| Classifica (2017) | Posizione massima |
| ----------------- | ----------------- |
| Italia            | 19                |